# Liste von Persönlichkeiten der Stadt Ingolstadt
In dieser Liste werden Persönlichkeiten mit Bezug zur Stadt Ingolstadt aufgeführt:

## Söhne und Töchter der Stadt
Die folgende Übersicht enthält bedeutende, in Ingolstadt geborene Persönlichkeiten chronologisch aufgelistet nach dem Geburtsjahr. Ob die Personen ihren späteren Wirkungskreis in Ingolstadt hatten oder nicht, ist dabei unerheblich. Die Liste erhebt keinen Anspruch auf Vollständigkeit.

### Bis 1800

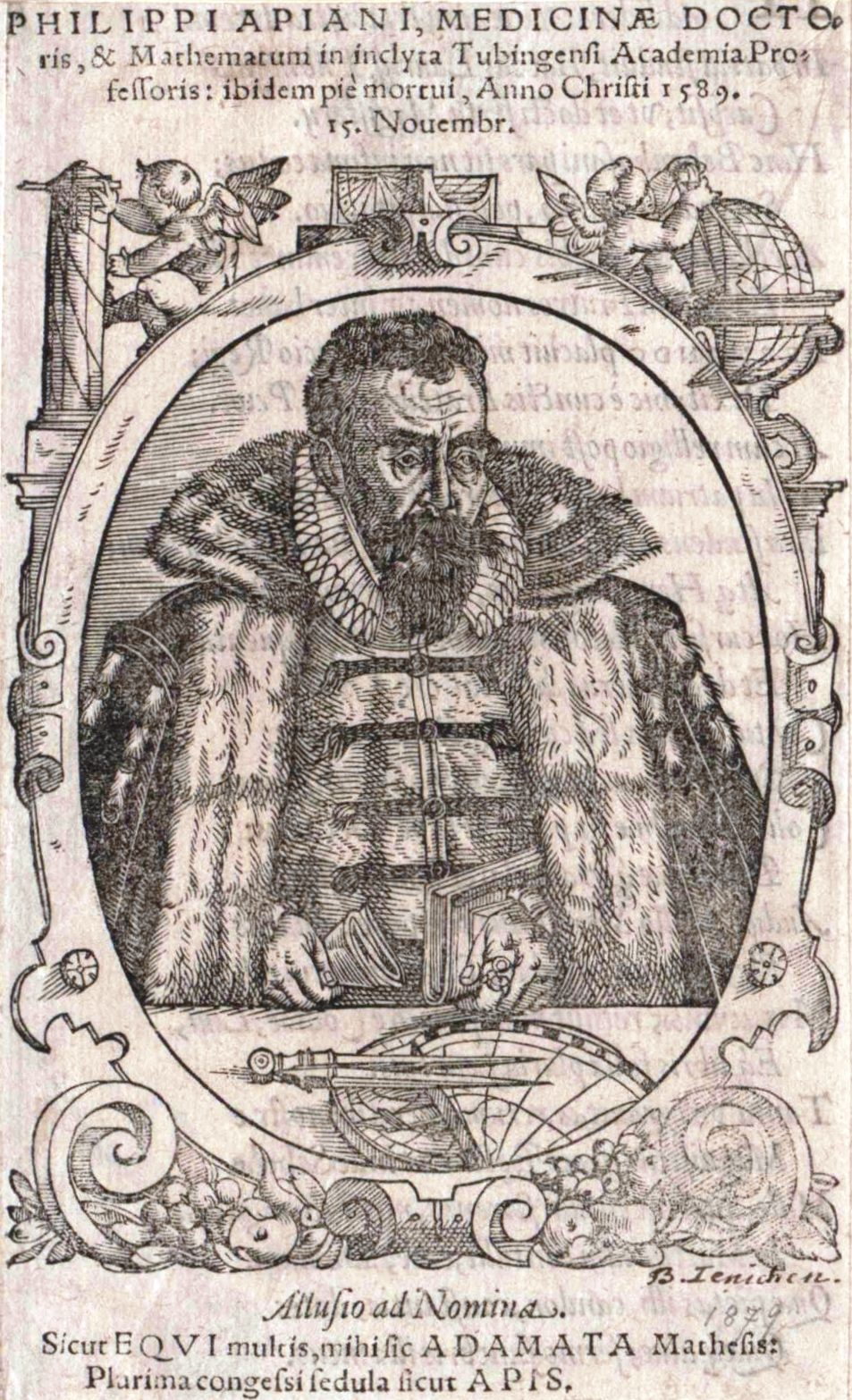
Philipp Apian

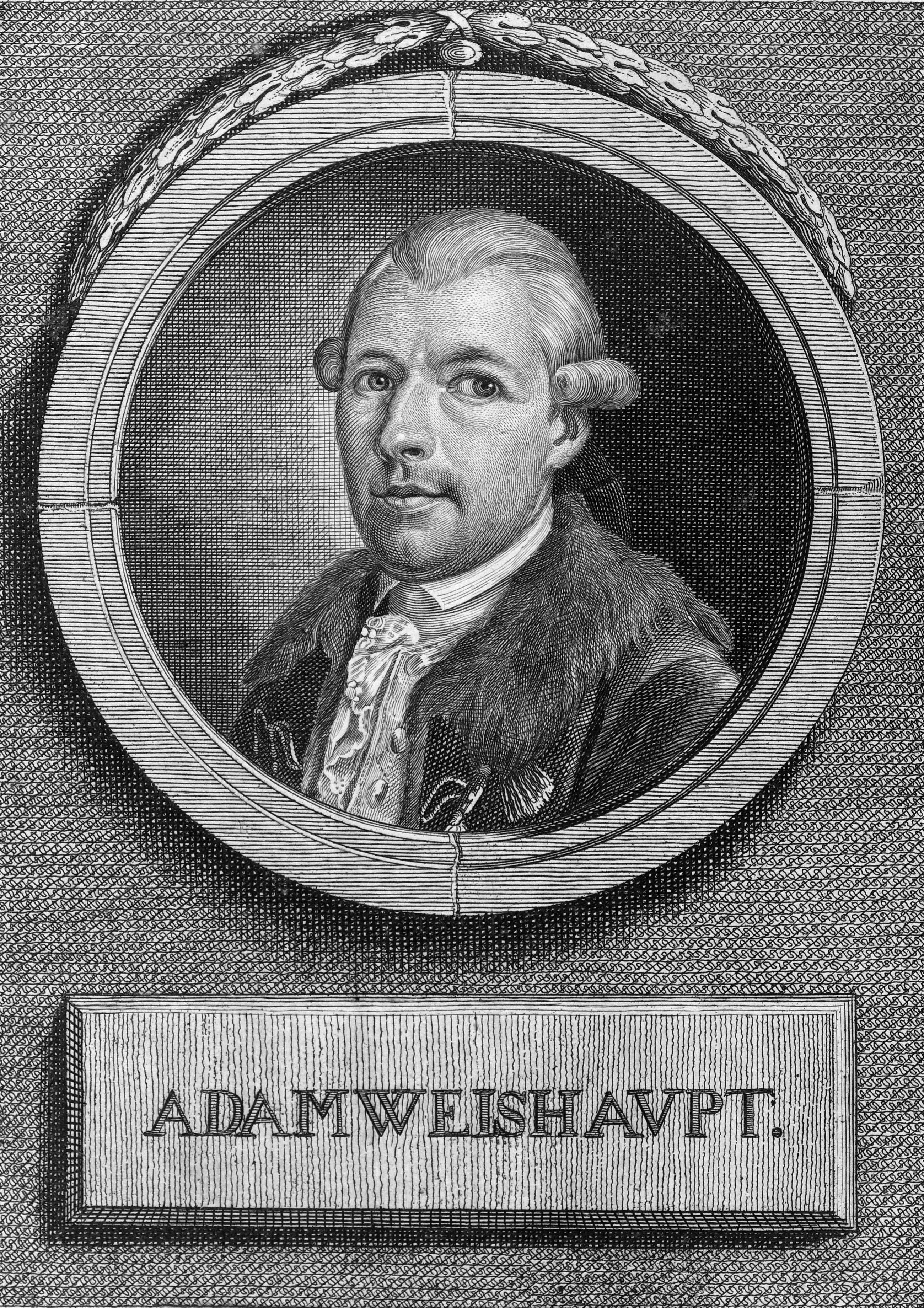
Adam Weishaupt

- Kaspar Tobritsch (≈1444–1511), Bischof und Weihbischof in Eichstätt
- Peter Burckhard (≈1461–1526), Mediziner
- Stephan Rottaler (≈1480–1533), Bildhauer
- Caspar Schober (1504–1532), Professor der Rechte an der Universität Ingolstadt und Richter am Reichskammergericht zu Speyer
- Philipp Apian (1531–1589), Mathematiker und Kartograph der Bairischen Landtafeln. Er erhielt bereits im Alter von 21 Jahren eine Professur an der Universität Ingolstadt.
- Michael Tonsor (≈ 1540/46–1605/07), Schüler Orlando di Lassos und selbst bedeutender Komponist und Organist
- Johann Wolfgang Freymann (1546–1610), Jurist, Regimentsrat und Reichsvizekanzler
- Kaspar Denich (1591–1660), Rechtsgelehrter und Universitätsprofessor
- Vitus Bacheneder (≈1600–1666), von 1651 bis 1666 Abt der Abtei Niederaltaich
- Franz Mezger (1632–1701), Benediktinerpater, Philosoph, Historiker und Hochschullehrer
- Johann Menrad von Vorwaldtner (1651–1724), Arzt, Professor der Medizin und Mitglied der Gelehrtenakademie „Leopoldina“
- Caspar König (1675–1765), Orgelbauer
- Barbara Dietrich (1680–1704), letztes Opfer der Hexenverfolgung in Ingolstadt
- Balthasar König (1684–1756), Orgelbauer
- Anton Chlingensperg auf Berg (* 1685; † 1755), Rechtsgelehrter
- Johann Max V. von Preysing-Hohenaschau (1736–1827), Adeliger in Kurbaiern
- Johann Baptist Deyrer (1738–1789), Hofmaler im Hochstift Freising
- Ludwig Fronhofer (1746–1800), Realschullehrer, Hofsekretär und Mitglied der Akademie der Wissenschaften
- Ferdinand Maria von Baader (1747–1797), Mediziner, Philosoph und Naturforscher
- Adam Weishaupt (1748–1830), Professor an der Universität Ingolstadt und Gründer des bayerischen Illuminatenordens
- Anton Maria Kobolt (1752–1826), römisch-katholischer Geistlicher und Historiker
- Adam von Aretin (1769–1822), Politiker im Königreich Bayern
- Johann Georg von Aretin (1770–1845), Jurist und Nationalökonom
- Johann von Fleischmann (1771–1853), königlich bayerischer Generalmajor
- Johann Christoph von Aretin (1772–1824), Publizist, Historiker, Bibliothekar und Jurist
- Theodor Steinle (1775–1824), Jurist und Kommunalpolitiker
- Maximilian Emanuel von Lerchenfeld (1778–1843), bayerischer Finanzminister
- Lorenz Schmid (1787–1837), Jurist und Kommunalpolitiker
- Jakob von Ermarth (1790–1865), königlich bayerischer Generalleutnant und Kommandeur des Infanterie-Leib-Regimentes

### 19. Jahrhundert

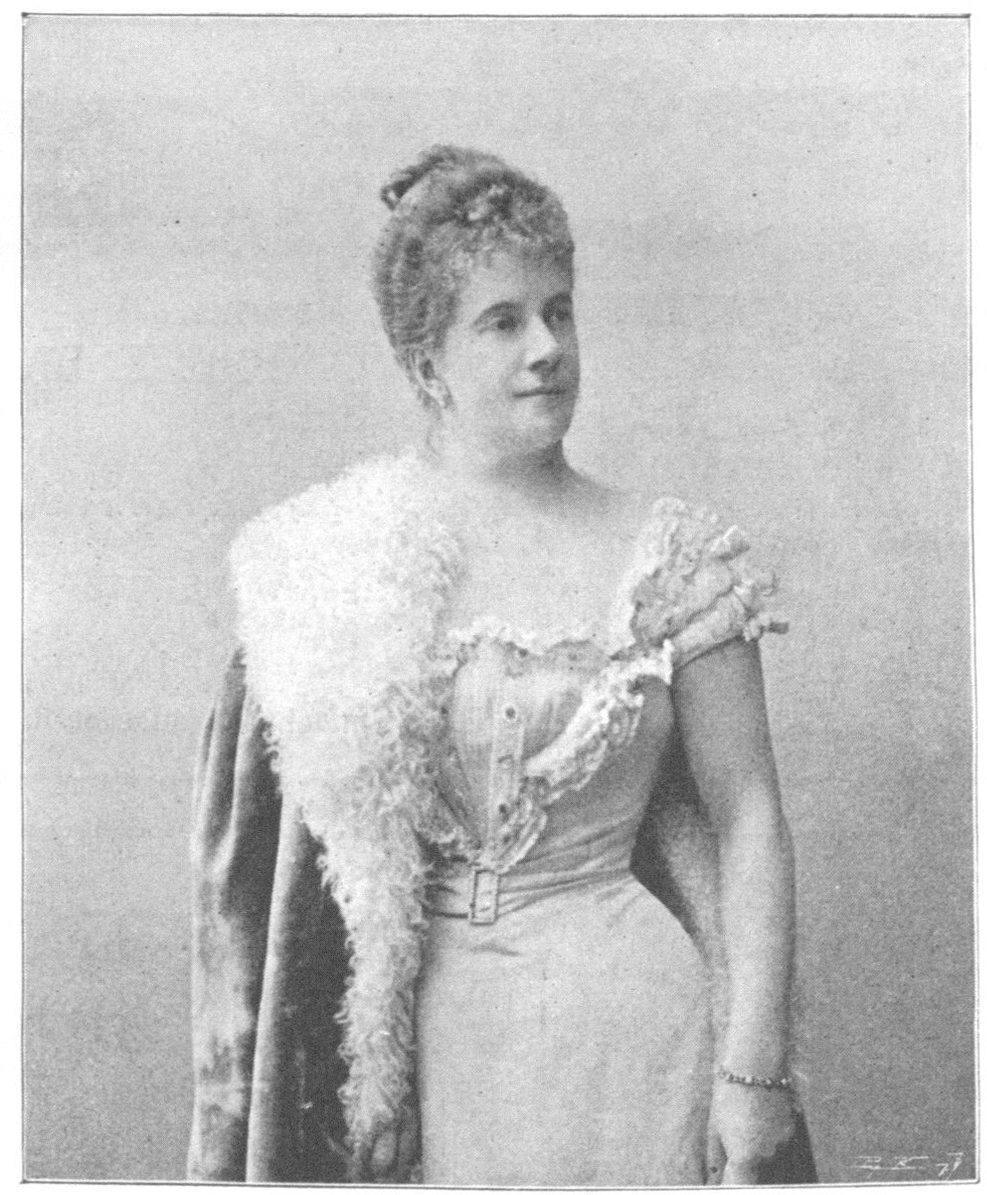
Pauline Strauss-de Ahna

- Karl Emil von Schafhäutl (1803–1890), Physiker, Geologe und Musiktheoretiker
- Georg Ponschab (1823–1890), Bierbrauer, Landwirt und Mitglied des Deutschen Reichstags
- August Töpfer (1834–1911), Lehrer und Entwerfer für das Kunstgewerbe
- Otto Leichtenstern (1845–1900), Internist und Chefarzt in Köln
- Friedrich Koch-Breuberg (1847–1922), bayerischer Offizier und Schriftsteller
- Friedrich von Pflaum (1852–1919), bayerischer General der Infanterie, Reichsrat der Krone Bayerns
- Beda Adlhoch OSB (1854–1910), Benediktiner im bayerischen Kloster Metten und Professor der Philosophie in Rom
- Karl von Hirschberg (1855–1927), bayerischer Generalleutnant
- Otto von Schmidt (1856–1929), bayerischer General der Kavallerie
- Leo Samberger (1861–1949), Porträt- und Heiligenmaler
- Pauline Strauss-de Ahna (1863–1950), Sopranistin und Ehefrau des Komponisten Richard Strauss
- Wilhelm Donaubauer (1866–1949), Architekt und Künstler
- Fritz Ehrler (1871–1944), Gewerkschaftsfunktionär und sozialdemokratischer Politiker
- Anton Hößlinger (1875–1959), Erfinder der Ingo-Zahl zur Bewertung von Schachspielern
- Joannes Maria Pfättisch (1877–1922), Lehrer, Gelehrter und Schriftsteller
- Hermann Eder (1879–1953), Polizeibeamter, Oberregierungsrat
- Ludwig Binder (1881–1958), Elektrotechniker und Hochschullehrer
- Ludwig Bruggaier (1882–1970), römisch-katholischer Geistlicher
- Georg Reismüller (1882–1936), Bibliothekar und Sinologe
- Jakobus Pfättisch OSB (1883–1960), Abt des Klosters Plankstetten
- Karl Flierl (1886–1967), Wasserbauingenieur
- Franz Wittmann (1887–1975), Landwirt, Verbandsfunktionär und Politiker
- Josef Hamberger (1890–1958), Verwaltungsjurist, Politiker, Landrat und Regierungsdirektor
- Anton Kürmaier (1890–1943), Maler und Porzellanmaler
- Paul Dubotzki (1891–1969), Fotograf und Kaufmann
- Kurt Monglowsky (1891–1973), Landrat in Schweinfurt und Regierungsvizepräsident in Schwabem
- Adolf von Tutschek (1891–1918), Jagdflieger im Ersten Weltkrieg und Träger des Militär-Max-Joseph-Ordens sowie des Pour le Mérite
- Hermann Ziegenspeck (1891–1959), Apotheker und Botaniker
- Otto Pretzl (1893–1941), Orientalist
- Lorenz Volz (1893–1993), Verwaltungsjurist
- Max Gründl (1896–1976), Kommunalpolitiker, kommissarischer Oberbürgermeister von Ingolstadt (1945)
- Paul Koeßler (1896–1987), Maschinenbauer, Fahrzeugtechniker und Hochschullehrer
- Karl Krüger (* 13. Oktober 1896; 12. August 1973 in Berlin-Gatow), Chorleiter
- Joseph Berchtold (1897–1962), erster „Reichsführer SS“ und Mitglied des Reichstags
- Walter Holten (1897–1972), Schauspieler, Hörspiel- und Synchronsprecher
- Charlotte von Kirschbaum (1899–1975), Theologin und Lebensgefährtin von Karl Barth
- Franz Schäfer (1899–1973), Politiker, Mitglied des Bayerischen Landtags
- Rudolf Hartmann (1900–1988), Opernregisseur und -intendant
- Karl Oberhuber (1900–1981), NSDAP-Sportfunktionär

### 20. Jahrhundert

#### 1901 bis 1925
- Hermann Dauer (1901–1945), Landrat des Landkreises Hammelburg
- Marieluise Fleißer (1901–1974), Schriftstellerin, zu deren bekanntesten Werken Pioniere in Ingolstadt zählt
- Walter Weigmann (1902–1945), Professor für Betriebswirtschaftslehre
- Joseph Schröffer (1903–1983), Bischof von Eichstätt von 1948 bis 1967
- Jakob Kraus (1904–1943), Widerstandskämpfer gegen den Nationalsozialismus
- Theo Herzog (1905–1980), Archivar und Lokalhistoriker
- Theodor Müller (1905–1996), Kunsthistoriker und Museumsdirektor
- Alois Schölß (1905–1986), Maler
- Heinrich Heidersberger (1906–2006), Fotograf
- Georg Schmid (1907–1975), Landrat in verschiedenen Landkreisen, Oberbürgermeister in Dillingen
- Marianne Brandt (1908–1995), Schauspielerin
- Bernhard Bruckmayer (1910–1972), Maler und Bürstenmacher
- Heribert Raithel (1910–1976), Oberst der Wehrmacht
- Gustav Schneider (1910–1988), Maler
- Josef Elfinger (1911–1988), Architekt und wichtiger Vertreter der Ingolstädter Architekten der Nachkriegsmoderne
- Heinrich Welker (1912–1981), Physikprofessor an der Universität München und Entdecker der Halbleitereigenschaften der III-V-Verbindungen
- Josef Priller (1915–1961), Jagdflieger im Zweiten Weltkrieg
- Albert Mösl (1917–unbekannt), Jurist
- Ernst Schnerr (1921–2019), Jurist und Ministerialdirektor im Bayerischen Staatsministerium für Unterricht und Kultus
- Salama Inge Heinrichs (1922–2015), Therapeutin
- Hertha Maier (1922–1967), Tischtennisspielerin
- Theodor Steinhauser (1922–2014), Architekt, Kirchenbauer
- Herbert Geier (1923–1990); Siebdrucker und Verbandsfunktionär
- Pius Eichlinger (1925–2014), Maler, Plastiker, Grafiker, Keramiker und Kunstlehrer

#### 1926 bis 1950

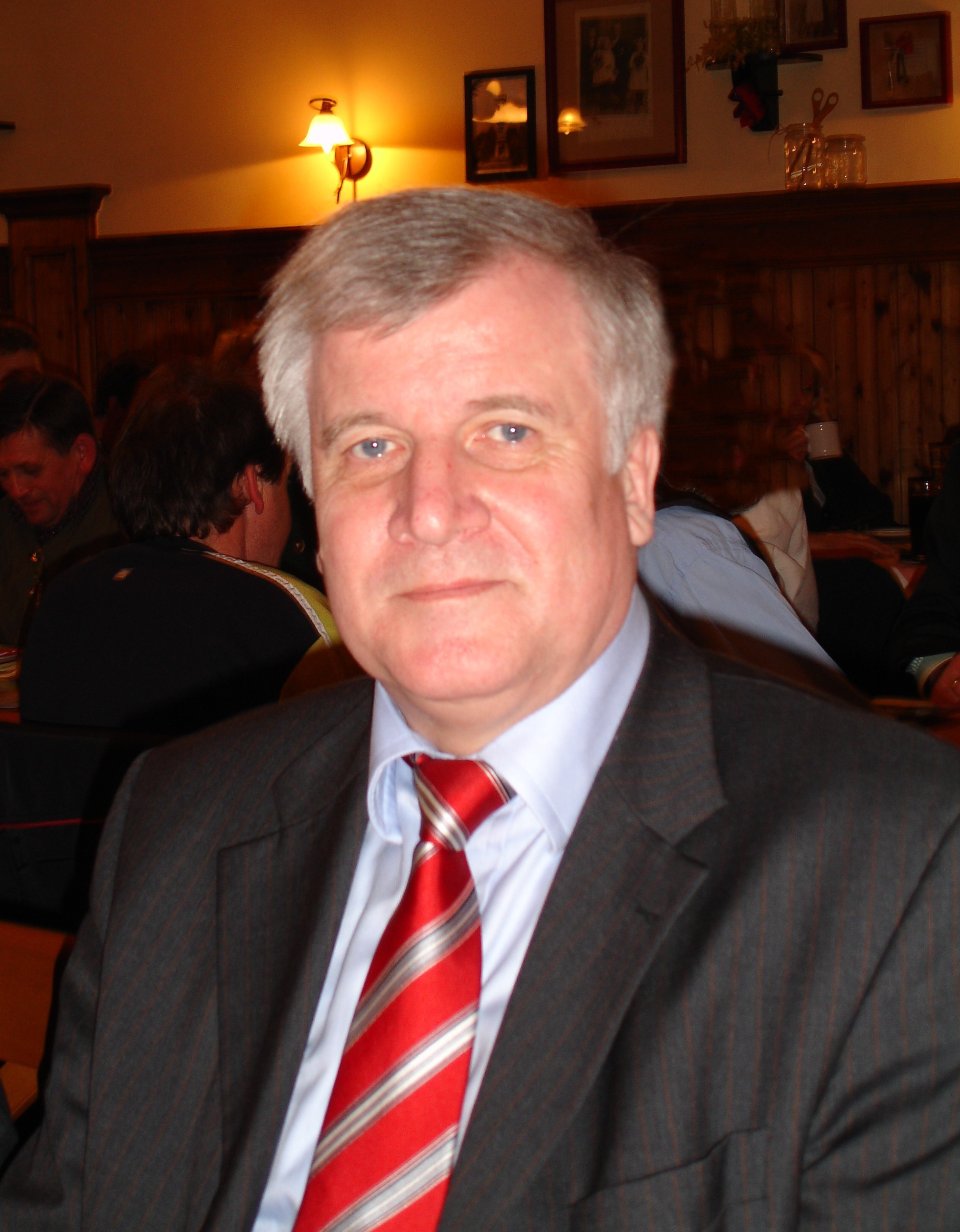
Horst Seehofer

- Ludwig Geith (1926–1999), Architekt
- Walter Heynowski (1927–2024), Dokumentar- und Propagandafilm-Regisseur in der DDR
- Heinz Mittelmeier (1927–2023), Orthopäde und Hochschullehrer
- Alfred Oberdorfer (1927–2013), Mediziner und Hochschullehrer
- Ludwig Hammermayer (1928–2022), Historiker
- Heinz Dollinger (1929–2011), Historiker
- Franz Happernagl (* 1929), Sprinter
- Theodor Straub (1930–2023), Historiker zur Stadtgeschichte
- Walter Trapp (1930–2020), bayerischer Pädagoge und Verbandsfunktionär
- Johann Auernhammer (1933–2002), Fußballspieler
- Friedrich Giehl (* 1933), Jurist, Regierungspräsident von Niederbayern
- Michael Heltau (* 1933), deutsch-österreichischer Sänger, Schauspieler und Entertainer
- Peter Schnell (1935–2024), Landtagsabgeordneter von 1966 bis 1972, Oberbürgermeister von 1972 bis 2002, Ehrenbürger
- Hubert Weinzierl (1935–2025), Naturschützer und Präsident des Deutschen Naturschutzrings
- Manfred Dumann (* 1936), Luftfahrt-Manager und bayerischer Landtagsabgeordneter (CSU)
- Heimo Liebl (* 1937), evangelischer Pfarrer, Mitglied des Bayerischen Senats
- Franz Boehm (1938–1989), Schauspieler
- Ludwig Mödl (* 1938), katholischer Theologe und Professor an verschiedenen Universitäten
- Erich Kellerhals (1939–2017), Unternehmer (Media-Markt)
- Ferdinand Haas (* 1940), Hürdenläufer
- Hermann Regensburger (* 1940), Politiker der (CSU) und bayerischer Staatssekretär des Inneren sowie langjähriges Mitglied des bayerischen Landtags
- Manfred Schuhmann (* 1942), Gymnasiallehrer, Landtagsabgeordneter und seit 2004 Vorsitzender der SPD-Fraktion im Ingolstädter Stadtrat
- Hans Büttner (1944–2004), Ingolstädter DGB-Vorsitzender und Mitglied des Bundestages (SPD) von 1990 bis 2004
- Franz Götz (* 1945), Abgeordneter für die SPD im Bayerischen Landtag von 1978 bis 2003 und seit 2008 bei den Freien Wählern
- Carl-Ludwig Reichert (1946–2023), Moderator bei Bayern 2, Mitglied verschiedener Bands, insbesondere Sparifankal
- Hans Sauer (1946–2022), Anglist und Hochschullehrer
- Peter Leuschner (* 1947), Journalist, Schriftsteller und Denkmalschützer
- Stella Mooney (* 1947), Schauspielerin
- Rüdiger Fritsch (* 1948), Architekt
- Armin Höland (* 1948), Rechtswissenschaftler und Hochschullehrer
- Willibald Weiss (1948–2023), Fußballspieler
- Ilse Hofmann (* 1949), Film- und Fernsehregisseurin
- Kurt Mehlhorn (* 1949), Informatiker und Hochschullehrer
- Horst Seehofer (* 1949), Politiker (CSU) sowie Bayerischer Ministerpräsident, Gesundheitsminister und Landwirtschaftsminister a. D., Innenminister von Deutschland
- Adolf Bittschi Mayer (* 1950), römisch-katholischer Weihbischof in Sucre (Bolivien)

#### 1951 bis 1975

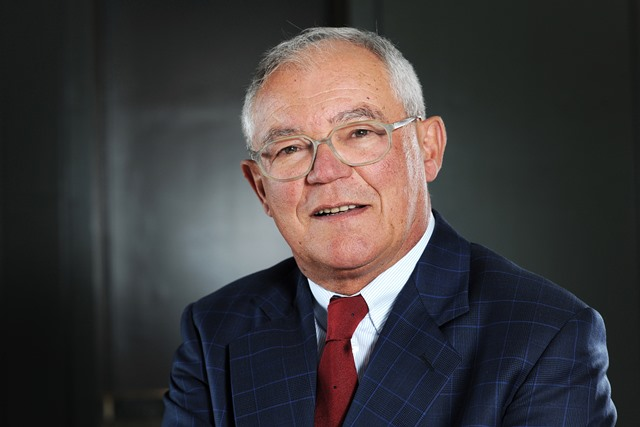
Anton F. Börner

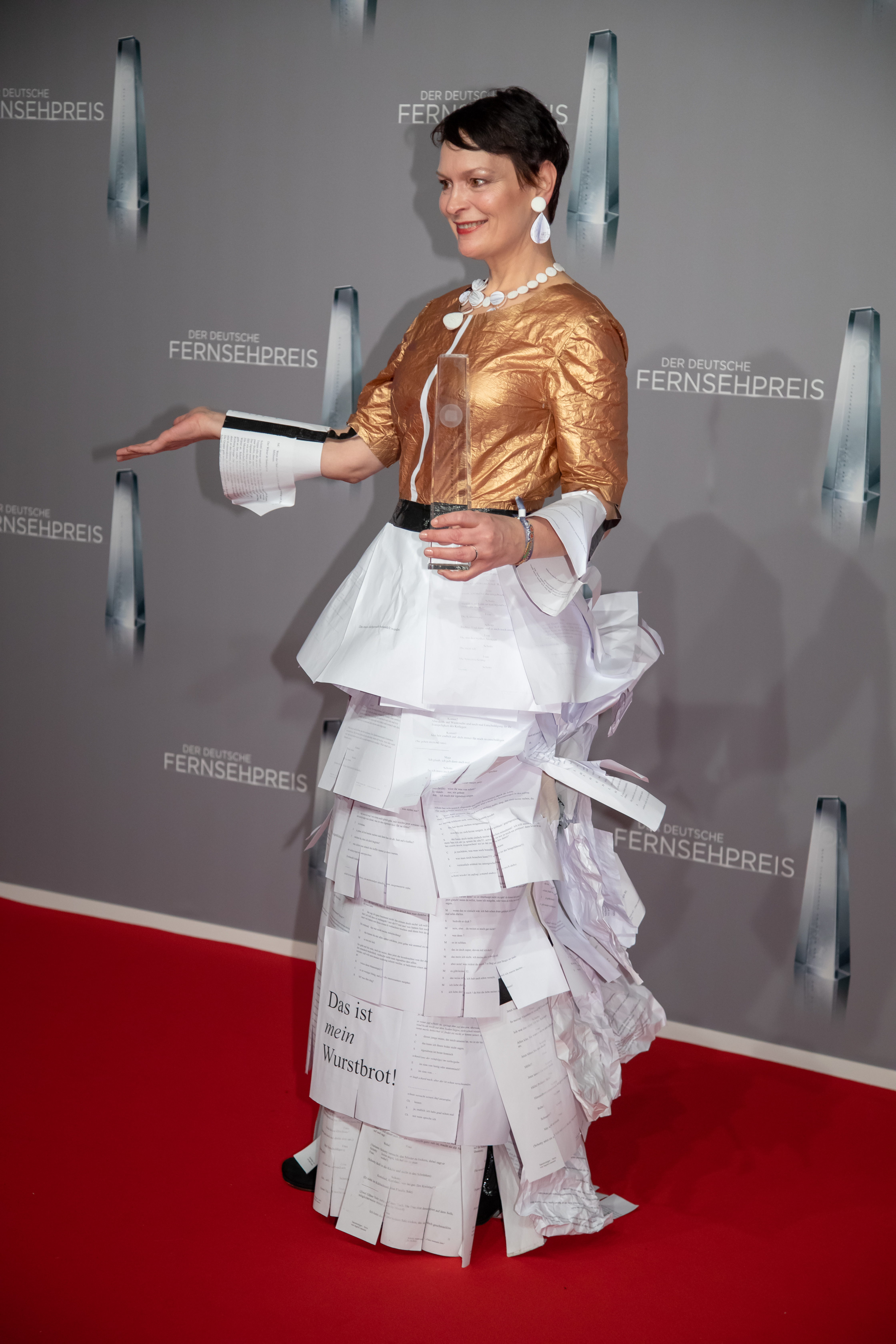
Ingrid Lausund

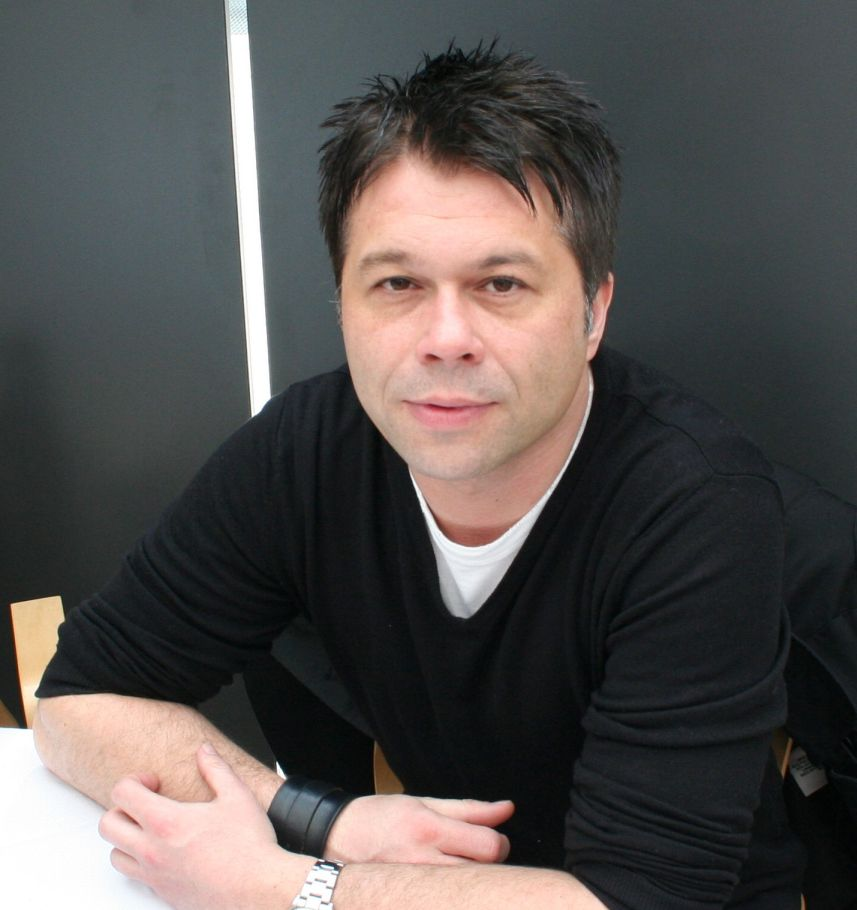
Markus Kavka

- Klaus Schneider (1952–2007), Maler und Grafiker
- Norbert Senninger (* 1952), Chirurg und Hochschullehrer
- Anton F. Börner (* 1954), Unternehmer und Verbandsfunktionär
- Herbert Kapfer (* 1954), Autor, Herausgeber und Hörspielleiter
- Gottfried Kerscher (* 1954), Kunsthistoriker
- Alfred Hettmer (* 1955), Kriminalist
- Anton Knapp (* 1955), Kommunalpolitiker und Landrat
- Eva Bulling-Schröter (* 1956), Mitglied des Bundestages von 1994 bis 2002 und für Die Linke von 2005 bis 2017
- Michael Graßl (* 1956), Bildhauer
- Günter Grünwald (* 1956), Kabarettist
- Ulrich Wetzel (* 1956), Jurist, Richter und Darsteller in Gerichtsshows
- Peter Jupke (* 1957), Judoka
- Oliver Mayer (* 1958), Rennfahrer, Autohaus- und Museumsbetreiber
- Rudi Trögl (* 1958), Jazzmusiker
- Alois Braun (* 1960), Politiker, von 1990 bis 1994 Mitglied des Bayerischen Landtags
- Peter Ettel (* 1960), Prähistoriker
- Claus Lessmann (* 1960), Sänger der Band Bonfire
- Stefan Roos (* 1963), Stuntman
- Chris Boettcher (* 1964), Radiomoderator bei Bayern 3 und Komiker
- Jürgen Brand (* 1965), Politiker (CSU)
- Ingrid Lausund (* 1965), Theater- und Drehbuchautorin, Regisseurin
- Jürgen Press (* 1965), Fußballtrainer
- Thomas Schuler (* 1965), Autor und Journalist
- Markus Reichhart (* 1966), Politiker (Freie Wähler), Mitglied des Bayerischen Landtags
- Jutta Schmuttermaier (* 1966), Schauspielerin
- Markus Kavka (* 1967), TV-Moderator
- Stefan Klingele (* 1967), Dirigent
- Rainer Stadler (* 1967), Journalist
- Dieter Stein (* 1967), Publizist und Chefredakteur der Wochenzeitung Junge Freiheit
- Bernhard Nieswandt (* 1968), Biochemiker und Zellbiologe
- Daniel Weiss (* 1968), Eiskunstläufer
- Martin Beyer (* 1969), Physiker und Professor an der Universität Innsbruck
- Angela Kreuz (* 1969), Schriftstellerin
- Markus Ebner (* 1970), Snowboarder
- Stefan Stabenow (* 1971), Filmeditor
- Karl Straub junior (* 1971), Unternehmer, Politiker (CSU), Mitglied des Bayerischen Landtags
- Norbert Kneißl (1974–2021), Filmproduzent und Drehbuchautor
- Stefan König (* 1974), Journalist
- Süleyman-Mikail Tufan (* 1974), deutsch-türkischer Schauspieler
- Wolfgang Fries (* 1975), Eishockeyspieler

#### 1976 bis 2000

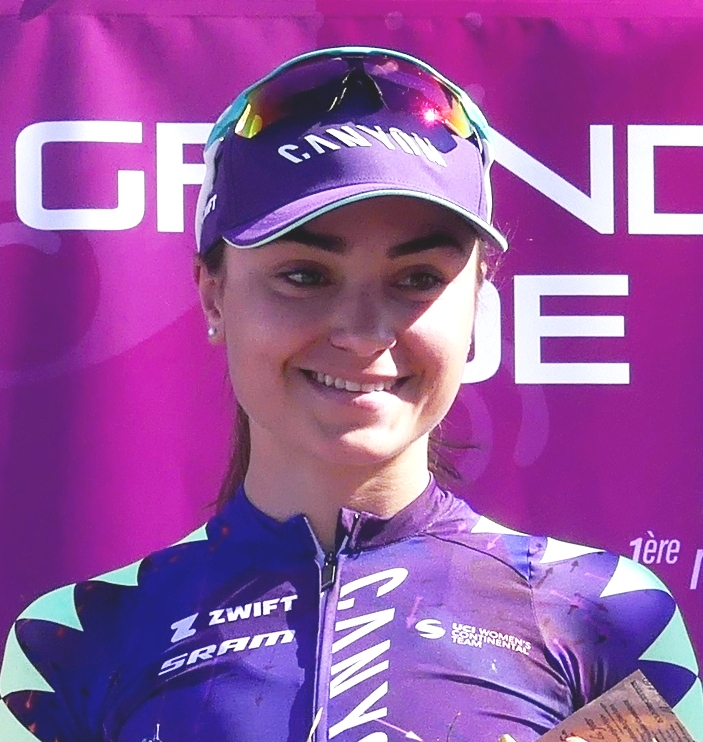
Ricarda Bauernfeind

- Valija Zinck (* 1976), Kinderbuch-Autorin
- Reinhard Brandl (* 1977), Politiker (CSU)
- Roman Deininger (* 1978), Journalist und Autor
- Christian Polanc (* 1978), Tänzer und Tanztrainer
- San2 (eigentlich Daniel Gall; * 1978), Rhythm-&-Blues-Sänger, Songwriter und Grafik-Designer
- Christiane Hagn (* 1980), Drehbuchautorin und Schriftstellerin
- Claudia Buengeler (* 1981), Wirtschaftswissenschaftlerin
- Christian Wanninger (* 1981), Skirennläufer und Trainer
- Nadine Wewer (* 1981), Designerin, Illustratorin und Autorin
- Marco Benini (* 1982), Priester, Autor, Liturgiewissenschaftler und Hochschullehrer
- Markus Husterer (* 1983), Fußballspieler
- Franziska Krumwiede-Steiner (* 1985), Politikerin (Bündnis 90/Die Grünen)
- Katharina Schneider (* 1985), Tischtennisspielerin
- Christian Engelhart (* 1986), Autorennfahrer
- Sebastian Kreis (* 1986), Fußballspieler
- Baran Hêvî (* 1987), Schauspieler
- Tobias Strobl (* 1987), Fußballtrainer und -spieler
- Christian Träsch (* 1987), Fußballspieler
- Stephan Daschner (* 1988), Eishockeyspieler
- Simon Seidl (* 1988), Jazzmusiker
- Stefanie Mirlach (* 1990), Fußballspielerin
- Marcel Kappelmaier (* 1991), Fußballspieler
- Patrick Schranner (* 1991), Automobilrennfahrer
- Max Dombrowka (* 1992), Fußballspieler
- Maria Paulig (* 1994), deutsche Triathletin
- Herbert Paul (* 1994), Fußballspieler und -trainer
- Oskar Lipp (* 1995), Politiker (AfD), seit 2023 Abgeordneter im Bayerischen Landtag
- Andreas Mühlbauer (* 1995), Volleyballspieler
- Sarah Vollath (* 1995), Politikerin (Die Linke), seit 2025 Abgeordnete im Deutschen Bundestag
- Anabel Knoll (* 1996), Triathletin
- Micha Fehre (* 1997), Politiker (AfD)
- Nina Lung (* 1997), deutsch-serbische Schauspielerin
- Robert Mišković (* 1999), deutsch-kroatischer Fußballspieler
- Lisa Antl (* 2000), Handballspielerin
- Ricarda Bauernfeind (* 2000), Radrennfahrerin
- Patrick Sussek (* 2000), Fußballspieler

### 21. Jahrhundert
- Christoph Schweiger (2001–2023), Sportkletterer
- Emilie Bernhardt (* 2002), Fußballspielerin
- Felix Göttlicher (* 2002), Fußballspieler
- Heidi Strompf (* 2002), deutsch-slowakische Eishockeyspielerin
- Niklas Hübner (* 2004), Eishockeyspieler
- Benno Brandis (* 2006), Skirennläufer

## Bekannte Personen mit Bezug zur Stadt

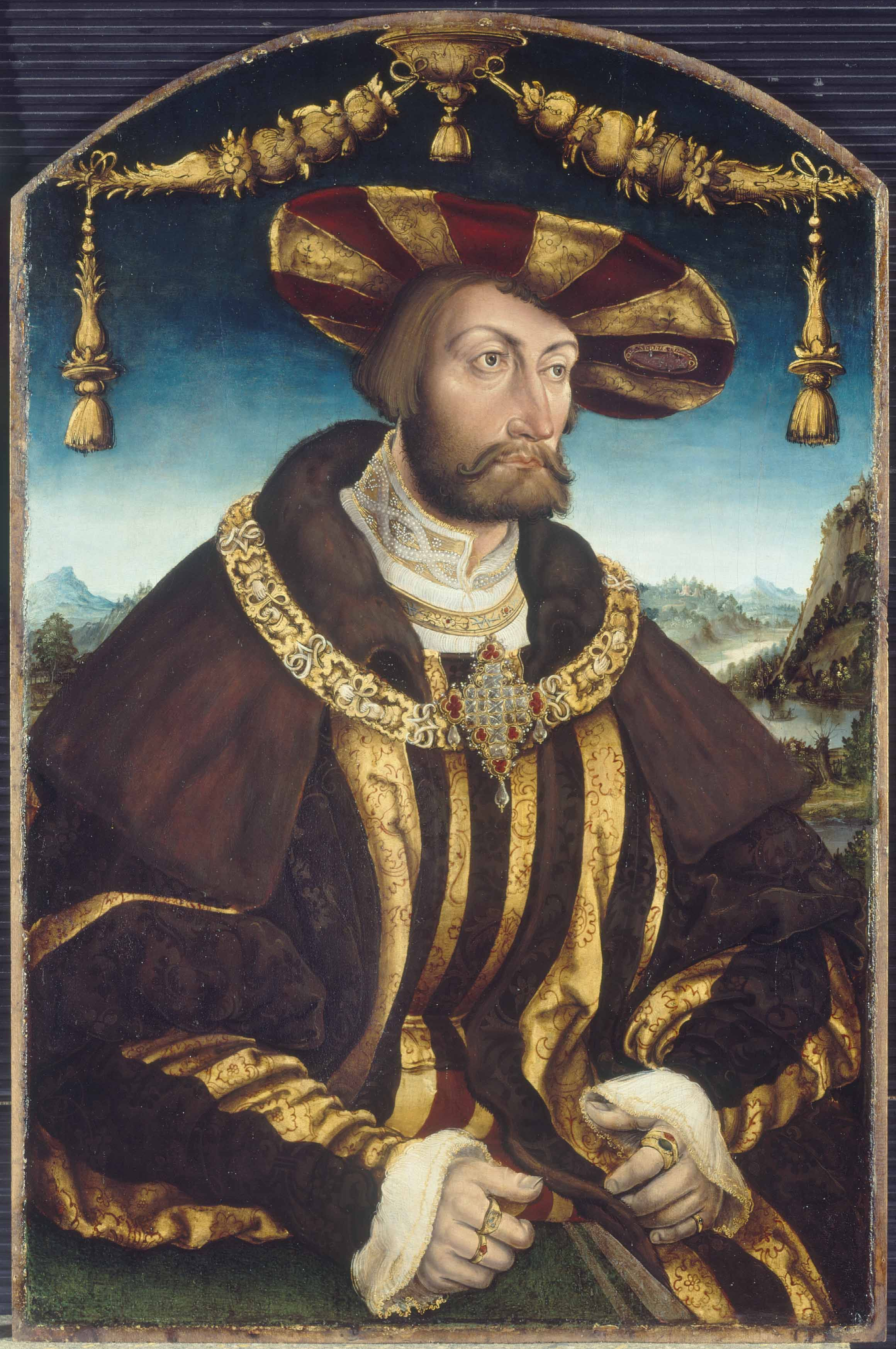
Wilhelm IV. erließ 1516 in Ingolstadt das Reinheitsgebot

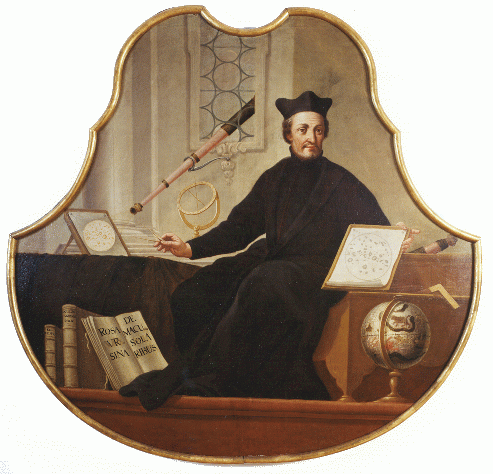
Christoph Scheiner entdeckte in Ingolstadt 1611 die Sonnenflecken.

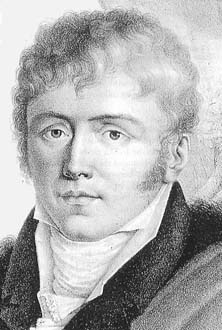
Johann Simon Mayr

Außerdem wirken und wirkten in Ingolstadt:
- Johannes Reuchlin (1455–1522)
war Philosoph, Humanist und erster deutscher Hebräischgelehrter („De verbo mirifico“ von 1494 und „De arte cabbalistica“ von 1517). Er übernahm 1520 eine Professur für Griechisch und Hebräisch an der Universität Ingolstadt.
- Johann Georg Faust (Faust) (1480–1541)
wurde laut einem Ratsprotokoll des Jahres 1523 vom Magistrat der Stadt verwiesen „das er seinen Pfennig andeswo verzehr“.
- Johannes Eck (1486–1543)
war Professor an der Universität Ingolstadt und gilt als größter Gegenspieler Luthers, wobei er in Ingolstadt mehrere Streitschriften gegen Luther veröffentlichte.
- Wilhelm IV. von Bayern (1493–1550)
erließ in Ingolstadt am 23. April 1516 das Bayerische Reinheitsgebot.
- Peter Apian (1495–1552)
war Kartograph, Astronom und Universalgelehrter an der Hohen Schule.
- Paul Hoffaeus (um 1525–1608)
war Rektor des Jesuitenkollegs.
- Jakob Rem (1546–1618)
war katholischer Priester, Jesuit und Jugendseelsorger. Er begründete die Marianischen Kongregationen in Deutschland und die Andacht zur Dreimal wunderbaren Mutter.
- Christoph Gewold (1556–1621), Jurist und Historiker
Historiker und Jurist, besuchte ab 1581 die Universität und lebte in Ingolstadt, schrieb für Herzog Maximilian historisch-politische Schriften und hatte am Hof des Herzogs diverse Positionen inne
- Johann t’Serclaes von Tilly (1559–1632)
war Feldherr während des Dreißigjährigen Kriegs und starb 1632 im sogenannten Tilly-Haus nach einer Verletzung in der Schlacht bei Rain am Lech.
- Georg Holzhai (1571–1646)
Jesuit, lehrte lange Zeit am Jesuitenkolleg Ingolstadt, übernahm zeitweise die Pestseelsorge
- Christoph Scheiner (1573–1650)
erhielt 1610 den Lehrstuhl für Mathematik an der Universität Ingolstadt und entdeckte vom Turm der Heilig-Kreuz-Kirche in Ingolstadt am Vormittag des 21. März und nochmals im Oktober 1611 zusammen mit seinem Schüler Pater Johann Baptist Cysat die Sonnenflecken.
- Sebastian Pollinger († 1590)
kam nach seinem Theologiestudium in Ingolstadt auf die Pfarrstelle am Liebfrauenmünster, später wurde er Weihbischof in Würzburg und dortiger Universitätsrektor.
- Gustav II. Adolf, König von Schweden (1594–1632)
belagerte Ingolstadt zur selben Zeit, wobei bei einem Erkundungsritt sein Pferd tödlich getroffen wurde und anschließend in die Stadt geholt und ausgestopft wurde. Es ist heute im Stadtmuseum ausgestellt und das wohl älteste Tierpräparat der Welt.
- Franz von Mercy (1597–1645)
war kaiserlicher und kurbayerischer Generalfeldmarschall sowie Statthalter zu Ingolstadt, und ab 1643 Oberbefehlshaber der kaiserlich-bayerischen Armee im Dreißigjährigen Krieg.
- Georg Heser (1609–1676)
war Jesuit, lehrte am örtlichen Kolleg und war 13 Jahre Prediger in Ingolstadt.
- Johann Adam Morasch (1682–1734)
war Kreisphysicus von Ingolstadt und Professor an der Universität
- Johann Adam von Ickstatt (1702–1776)
war Direktor und Professor an der Hohen Schule, Schulreformer und Gründer des bayerischen Realschulwesens
- Johann Joseph Prugger (1717–1788)
war Direktor des kurfürstlichen Polizei- und Stadtkommissariates in Ingolstadt, des kurfürstlichen Ratskollegiums, Rektor und Professor der Universität
- Johann Nepomuk Mederer (1734–1808)
war Stadtpfarrer bei St. Moritz und Rektor der Hohen Schule, verfasste eine Chronik zur Universität.
- Johann Simon Mayr (1763–1845)
wirkte als Komponist in Ingolstadt von 1773 bis 1787.
- Napoleon Bonaparte (1769–1821)
sorgte als französischer Erster Konsul 1800/1801 für die Schleifung der alten Festung Ingolstadt und verbrachte als Kaiser der Franzosen 1809 während des Fünften Koalitionskrieges auf dem Weg von Frankreich zum süddeutschen Kriegsschauplatz eine Nacht im Neuen Schloss.
- Leo von Klenze (1784–1864)
sorgte als einer der Baumeister der klassizistischen Festungsanlagen in Ingolstadt für architektonische Gestaltung und Kunstfertigkeit von bleibendem Wert.
- König Ludwig I. von Bayern (1786–1868)
baute Ingolstadt im Anschluss zur bayerischen Hauptlandesfestung aus.
- Adolf Scherzer (1815–1864)
schrieb als Militärmusiker und Komponist in Ingolstadt um 1850 den Bayerischen Defiliermarsch.
- August Horch (1868–1951)
war 1948 bei der Neugründung der Auto Union in Ingolstadt maßgeblich beteiligt.
- Ludwig Liebl (1874–1940)
war Sanitätsrat, Alter Kämpfer der NSDAP, Gründungsvorsitzender des NS-Ärztebundes sowie Verleger des nationalsozialistischen Donauboten.
- Franz Xaver Proebst (1886-ca. 1956)
war Architekt und wichtiger Vertreter der Ingolstädter Architekten der Nachkriegsmoderne
- Josef Listl (1893–1970)
war Oberbürgermeister von 1932 bis 1945 sowie von 1952 bis 1962 (NSDAP/CSU) und wurde 1965 Ehrenbürger. Aufgrund seiner Amtszeit während des NS-Regimes wurde Listl die Ehrenbürgerwürde im Dezember 2022 wieder aberkannt.
- Heinrich Himmler (1900–1945)
war Sohn von Gebhardt Himmler, dem Direktor des Reuchlin-Gymnasiums und begann ein Praktikum in Oberhaunstadt.
- Hermann Paul Müller (1909–1975)
war erfolgreicher Auto-Union-, DKW- und NSU-Rennfahrer.
- Johann Lang (1910–1966)
war Architekt und wurde als Ingolstädter Häuserkönig bezeichnet, wichtiger Vertreter der Ingolstädter Architekten der Nachkriegsmoderne
- Wilhelm Reissmüller (1911–1993)
 war Liebls Schwiegersohn, Herausgeber des Donaukuriers und wurde 1976 zum Ehrenbürger. Die Ehrenbürgerschaft wurde ihm am 3. Juni 2025 wegen seiner (bis zu seinem Tode) vertuschten Rolle im NS-Staat aberkannt.
- Traudl Brunnquell (1919–2010), Designerin
- Fritz Böhm (1920–2013)
war Betriebsratsvorsitzender der Audi AG und für die SPD Mitglied des Bayerischen Landtags sowie des Bundestages und ist Ehrenbürger der Stadt.
- Klaas Carel Faber (1922–2012)
verübte als niederländisches Mitglied der Waffen-SS Kriegsverbrechen und lebte nach dem Zweiten Weltkrieg in Ingolstadt.
- Walter Lange (1924–2017)
der bekannte Uhrmacher und Unternehmer ist in Ingolstadt verstorben.
- Reinhard Kolb (1928–2013)
war Architekt, Maler und Holzbildhauer, wichtiger Vertreter der Ingolstädter Architekten der Nachkriegsmoderne
- Emilie Böck (1932–2002)
publizierte als Autorin und volkskundliche Sagenforscherin zahlreiche Sagen und Legenden der Region Ingolstadt.
- Rudi Altig (1937–2016)
deutscher Radrennfahrer, lebte nach 1945 für einige Jahre bei Verwandten im Landkreis Ingolstadt.
- Franz Beckenbauer (1945–2024)
verbrachte einen Teil seiner Jugend am Knabeninternat der Jesuiten in Ingolstadt.
- Rainer Popp (* 1946)
Schriftsteller, Journalist, Medien-Manager; von 1971 bis 1975 Chefreporter beim Donau-Kurier.
- Albert Schmidt (1951–2024)
Mitglied des Bundestages (1994–2005) (Bündnis 90/Die Grünen).
- Hans Joachim Werner (* 1952)
war Mitglied des Landtages und ist des Stadtrates für die SPD.
- Matthias Müller (* 1953)
ist Manager und war bis 2018 Vorstandsvorsitzender der Volkswagen AG. Er ist in Ingolstadt aufgewachsen und war lange bei der Audi AG beschäftigt.
- Hans-Peter Ferner (* 1956)
ist Leichtathlet und gewann in seiner Zeit beim MTV Ingolstadt zahlreiche Medaillen. Er war unter anderem 800 m Europameister 1982 in Athen, WM-Teilnehmer 1983 in Helsinki und Olympiateilnehmer 1984 in Los Angeles.
- Michaela Schabinger (* 1961)
trainierte als Leichtathletin beim MTV Ingolstadt und trat bei den Olympischen Spielen 1984 und 1988 an.
- Christine Haderthauer (* 1962)
ist Rechtsanwältin in Ingolstadt, war Landtagsabgeordnete und Staatsministerin (CSU)
- das Komikerduo John Friedmann und Florian Simbeck (beide * 1971 und bekannt als Erkan und Stefan)
lernte sich in Ingolstadt kennen.
- Rupert Stadler (* 1963)
war von 2007 bis 2018 Vorstandsvorsitzender der Audi AG
- Bajram Nebihi (* 1988)
ist ein Fußballspieler. Er ist in Ingolstadt aufgewachsen und spielte u. a. später in der zweiten Bundesliga für Union Berlin.
- Tarık Çamdal (* 1991)
ist ein türkischer Fußballnationalspieler. Er ist in Ingolstadt aufgewachsen und spielte in der Jugend für Ingolstadt Türkgücü und den MTV Ingolstadt.

Neben den aufgeführten Professoren wirkten noch zahlreiche weitere Hochschullehrer an der Universität Ingolstadt. Einen Überblick gibt die Kategorie:Hochschullehrer (Ingolstadt).